# Motorola 68060

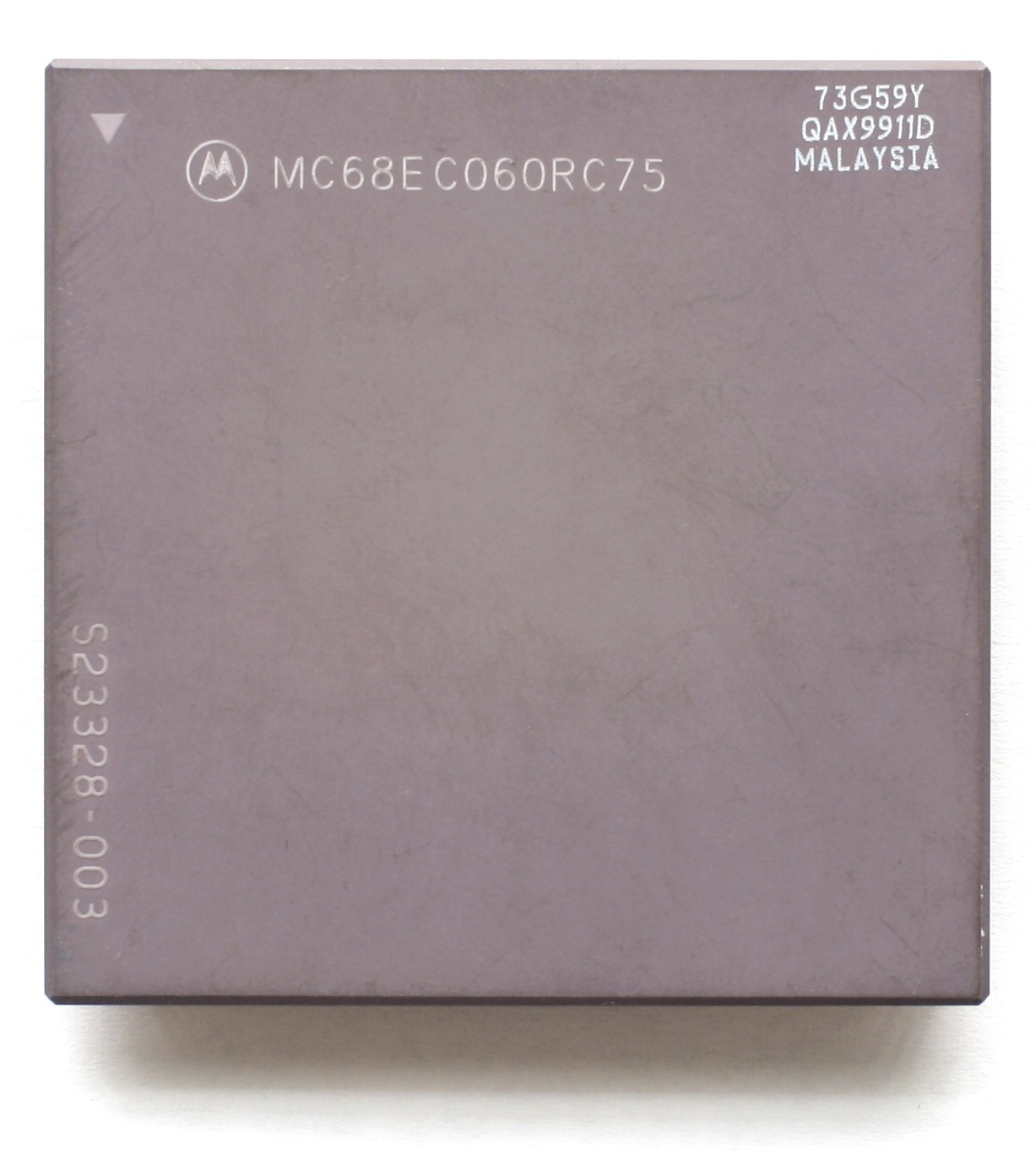
Motorola 68EC060 mikroprocesszor

A Motorola 68060 egy 32 bites mikroprocesszor, amit a Motorola cég adott ki 1994-ben. Ez a Motorola 68040-es processzor utódja és a 680x0 processzorcsalád utolsó tagja. Három változatban készítették: a 68060-as számú processzor minden összetevőt, tehát beépített MMU-t és FPU-t is tartalmaz, a 68LC060 olcsó (LC: low cost) változat tartalmaz MMU-t, de hiányzik belőle a FPU, végül a beágyazott vezérlőkbe szánt 68EC060 (EC: embedded control), amelyben nincs sem MMU, sem FPU.

## Felépítés

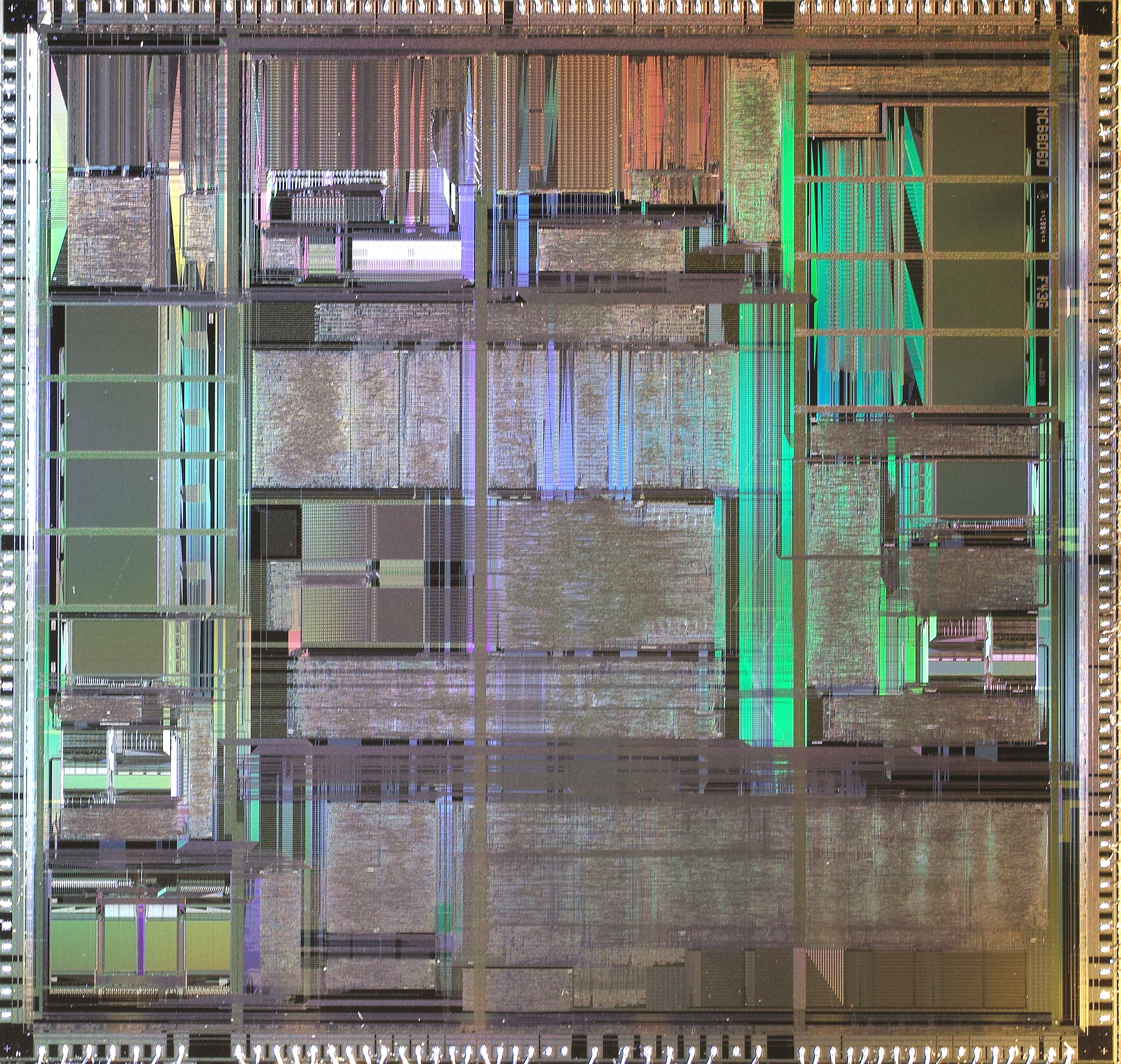
Motorola MC68060RC50 lapka

Az LC jelű olcsó változatból hiányzik a beépített lebegőpontos egység (FPU), az EC jelű (embedded controller, beágyazott vezérlő) változat pedig nem tartalmaz beépített memóriavezérlőt (MMU), sem lebegőpontos egységet (FPU). A 68060 vezető tervezője Joe Circello volt.
A 68060 a 68k sorozat többi tagjához hasonlóan, CISC típusú processzor; belső felépítése több jellemzőjében hasonlít az Intel P5 mikroarchitektúrájához. Mindkettő hasonló szuperskalár, sorrendi (in-order) végrehajtású, kettős utasítás-futószalaggal rendelkező konfiguráció, amelyben az utasításdekódoló egység a végrehajtás előtt egyszerűbb belső utasításokká alakítja a komplex utasításokat. Ugyanakkor jelentős különbség, hogy a 68060 FPU egysége nem futószalagos szervezésű, emiatt a lebegőpontos számításokat tartalmazó kód végrehajtása akár háromszor tovább tarthat, mint a hasonló órajelű Pentium esetén.
Ezzel szemben a 68060-as processzor a Pentiumnál gyorsabban hajtja végre az egészértékű szorzás és biteltolás műveleteket. A processzor egy másik érdekes jellemzője, hogy egyszerű utasításokat a címszámító egység is képes végrehajtani, aminek következtében az eredmény két órajelciklussal az ALU előtt elkészül. A 68060 tervezése előtt nagy mennyiségű programkódot elemeztek abból a célból, hogy kiderítsék, mely utasítások végrehajtását lehetne optimalizálni a teljesítmény fokozása érdekében.

## Történet
A processzorok számozásában a páros tízesek (68000, 68020, 68040, 68060) a 680x0 alapfelépítés nagyobb revízióinak voltak fenntartva. A páratlan tízesek (68010, 68030, 68050, 68070) az előző tízes csoport javításait jelentették. A Motorola nem készített 68050 vagy 68070 jelű processzort.
Például a Motorola 68010 (a 68012-vel együtt) a 68000-es javított változata volt, ezekben kicsit bővítették a ciklikus utasítások lehetőségeit, és lehetségessé vált egy utasítás végrehajtásának felfüggesztése majd folytatása laphiba esemény fellépésekor, ami lehetővé tette a virtuális memória használatát, megfelelő memóriavezérlő (MMU) egység használata mellett. Az alapvető architektúrában ugyanakkor ezeknél a processzoroknál nem történt jelentős változás.
Hasonlóan, a Motorola 68030-asban a 68020-ashoz képest javították a feldolgozást, MMU és egy kisebb, 256 bájtos gyorsítótár került a lapkára. A 68030-as processzor is több órajelű változatban készült, a maximális órajel 50 MHz volt.
Ellenben a 68000/68010 változatról a 68020/68030-ra történő átmenet jelentős újításokkal járt, többek között új utasítások és címzési módok jelentek meg, a processzorokba futószalag és gyorsítótár került stb.
Mire a 68060-as gyártásba került, a Motorola abbahagyta a 680x0 processzorok fejlesztését, mivel a PowerPC processzorok gyártását helyezte előtérbe. A 68060-as volt a Motorola által gyártott utolsó 680x0-típusú processzor.
Az úgynevezett 68070 a Philips Semiconductor által gyártott mikroprocesszor volt, amely nem más, mint egy kissé feljavított 68000 sorozatú processzor, lapkára integrált MMU-val és I²C sín támogatással. Ez még jóval a 68060-as megjelenése előtt került piacra és leginkább beágyazott vezérlő szerepében használták fogyasztói elektronikai eszközökben.

## Felhasználás
Legjelentősebb ipari felhasználása az amerikai televíziós műsorszórásban volt, a Chyron cég iNFiNiT!, Max! és Maxine! televíziós karaktergenerátoraiban használtak 68060 processzort főprocesszorként.
Az asztali számítógépek körében az Amiga 4000T számítógépek bizonyos változataiba került beépítésre, valamint független gyártóktól származó, egyéb Amiga modellekhez való bővítőegységekben szerepelt. A DraCo Amiga-klón nemlineáris videorendszerében is ez a processzor szerepelt.
Az 1990-es évek végén jelentek meg a Sinclair QL számítógépekhez a Q40 és Q60 jelű alaplapok, 
amiken 68040 és 68060 processzorok működtek; ezek az alaplapok jelentősen megnövelték a Sinclair QL sebességét, újabb képességeket (pl. multimédia, nagyfelbontású grafika, Ethernet hálózat) adtak a géphez és Linux operációs rendszer futtatását is lehetővé tették.
A túlhajtott processzorok akár 80 MHz órajelen is működhettek és 100-szoros sebességnövekedés volt elérhető az eredeti alapgéphez képest.
A processzort telefonközpontokban (pl. Nortel Meridian típusok) és hálózati eszközökben is használták, pl. a Motorola Vanguard 6560 multiprotokollos routerében, amelyet egy 50 MHz-es 68EC060 processzor vezérel.
A Motorola MVME-17x és a Force Computer SYS68K VMEbus rendszereiben szintén 68060 CPU-kat használtak.

## Változatok
| változat | integrált MMU | integrált FPU |
| -------- | ------------- | ------------- |
| 68060    | MMU           | FPU           |
| 68LC060  | MMU           | –             |
| 68EC060  | –             | –             |

## Adatok
| Órajelek            | 50, 60, 66, 75 MHz |
| Tápfeszültség       | magfeszültség (Vcore): 3,3 V I/O 5 V |
| Üzemi hőmérséklet   | −40 °C .. 70 °C (85 °C with the current mask) |
| Gyártási folyamat   | Statikus CMOS 0,6 μm, később 0,42 μm |
| Tokozás             | PGA 206 (68040-kompatibilis), TBGA 304 31*31*1.7P1.27 |
| Címsín              | 32 bites |
| Adatsín             | 32 bites |
| Utasításkészlet     | CISC (complex instruction set computing, összetett utasításkészletű számítástechnika) A komplex utasításokat belsőleg egyszerűbb részutasítások sorozatává alakítja. |
| Gyorsítótár         | - 8 kB DCache (4-utas asszociatív) - 8 kB ICache (4-utas asszociatív) - 96 bájt FIFO utasításpuffer - 256 bejegyzéses elágazás-gyorsítótár (branch cache) - 64 bejegyzéses ATC* MMU puffer (4-utas asszociatív) |
| Regiszterek         | - 8 32 bites címregiszter, a címzések céljaira - 8 32 bites adatregiszter az adatműveleteknek, (ezekből egy a veremmutató regiszter, A7 vagy SP, amely 2 különböző üzemmódú veremmutató szerepét tölti be: USP, SSP) - 1 32 bites programszámláló, PC - 1 16 bites állapotregiszter, 8-8 bit a felhasználói és felügyelői üzemmódokban elérhető - 1 32 bites processzor-konfigurációs regiszter - 1 32 bites vektor bázisregiszter - 2 32 bites forrás-cél funkcióregiszter - 1 32 bites gyorsítótár-regiszter - 2 32 bites root pointer regiszter (a MMU számára, külön a felhasználói és felügyelői üzemmód számára, URP, SRP) - 1 32 bites sínvezérlő regiszter - 5 32 bites MMU regiszter (csak 68060 és 68LC060) - 8 80 bites FPU regiszter (csak 68060) - 3 32 bites FPU állapotregiszter (csak 68060) |
| Tranzisztorok száma | kb. 2 500 000 |
| Teljesítmény        | - ~ 88 MIPS @ 66 MHz - ~ 110 MIPS @ 75 MHz - ~ 36 MFLOPS @ 66 MHz |

* ATC = Address Translation Cache, címfordítási gyorsítótár

## Fordítás
- Ez a szócikk részben vagy egészben a Motorola 68060 című angol Wikipédia-szócikk ezen változatának fordításán alapul.  Az eredeti cikk szerkesztőit annak laptörténete sorolja fel. Ez a jelzés csupán a megfogalmazás eredetét és a szerzői jogokat jelzi, nem szolgál a cikkben szereplő információk forrásmegjelöléseként.